# Literaturverzeichnis
Ein Literaturverzeichnis ist eine unselbstständige Zusammenstellung von Literaturhinweisen in alphabetischer oder systematischer Form und damit eine spezielle Bibliografie. Es steht meist am Ende wissenschaftlicher Qualifizierungsarbeiten wie Diplom-, Magister-, Bachelor- und Master-, Staatsexamens- oder Doktorarbeiten sowie eines Aufsatzes in einer Fachzeitschrift und in Sachbüchern als Hilfsmittel für weitergehende Studien oder als Teil der Quellenangaben.
Bei den Quellenangaben wird manchmal unterschieden zwischen Zitaten aus Büchern und Zeitschriften oder weiteren Medien.

## Nutzen
Ein Literaturverzeichnis wird erstellt:
- als Nachweis der für die Arbeit gelesenen und verwendeten Literatur; außerdem werden so die Urheberrechte der Autoren geachtet und gesichert.
- um Sekundärliteratur zu einem Thema zu erschließen und dem Interessierten Hinweise auf weitere Literatur zu geben.
- um die Einführung in ein Thema für neue Leser zu erleichtern, indem nur wichtige Literatur zum Thema, evtl. auch mit Hinweisen versehen, aufgeführt wird.
- um einen Katalog zu erstellen, z. B. eine Datenbank oder einen Zettelkatalog aus Karteikarten.

In dem Verzeichnis wird die Literatur meistens in alphabetischer Reihenfolge aufgelistet; typischerweise sortiert nach den Namen der Verfasser oder der Herausgeber, aber auch eine chronologische Reihenfolge kann sinnvoll sein. Bei fehlender Autor- oder Herausgeberangabe ist die entsprechende Quelle unter „o. V.“ (ohne Verfasser) einzusortieren. Sehr lange Verzeichnisse werden oft noch nach Themen oder nach den behandelten Kapiteln der wissenschaftlichen Arbeit untergliedert; diese Unterverzeichnisse werden wiederum alphabetisch sortiert. In seltenen Fällen wird nach der Reihenfolge des Zitierens der fremden Bücher, Aufsätze etc. sortiert.
Literaturverzeichnisse größeren Umfangs in wissenschaftlichen Arbeiten werden konsequenterweise oft als Bibliografie bezeichnet, da sie meist auf Vollständigkeit aus sind, zumindest in der wesentlichen Literatur. Es sollte zwischen Quellen[verzeichnis] und Literatur[verzeichnis] unterschieden werden. Z. B. in historischen Arbeiten werden dann unter Quellen die antike und mittelalterliche Primärliteratur und sonstige Quellen verzeichnet und unter Literatur die wissenschaftlichen Arbeiten, die Sekundärliteratur aufgelistet. Was hier allerdings Primär-, Quelle oder Sekundärliteratur ist, hängt vom Gegenstand ab und ist relativ und je nach Fachgebiet auch unterschiedlich.

## Literaturangaben
Trotz gemeinsamer Prinzipien gibt es für Literaturangaben und Zitierweisen kein überall geltendes, einheitliches System. Die verschiedenen Stile unterscheiden sich nicht nur nach Publikationsform und Fachgebiet; selbst einzelne Fachzeitschriften haben mitunter eigene Vorgaben. Für wissenschaftliche Werke gilt im Allgemeinen, dass ihre Literaturangaben folgenden Anforderungen genügen müssen:
- Richtigkeit
- Vollständigkeit
- Einheitlichkeit
- Übersichtlichkeit
- Ehrlichkeit